# Phanerobunus
Phanerobunus is een geslacht van hooiwagens uit de familie Triaenonychidae.
De wetenschappelijke naam Phanerobunus is voor het eerst geldig gepubliceerd door Roewer in 1915. 

## Soorten
Phanerobunus omvat de volgende 4 soorten:
- Phanerobunus armatus
- Phanerobunus asperrimus
- Phanerobunus hebes
- Phanerobunus saxatilis